# کیمو رینتانن
کیمو رینتانن (انگلیسی: Kimmo Rintanen؛ زادهٔ ۷ اوت ۱۹۷۳) بازیکن هاکی روی یخ اهل فنلاند است.
از باشگاه‌هایی که در آن بازی کرده‌است می‌توان به باشگاه فوتبال تورون پالوسئورا اشاره کرد.